# Ordem de Osmanieh
A Ordem de Osmanieh (em turco otomano: نشانِ عثمانیه, em turco: Osmaniye Nişanı) era uma condecoração civil e militar do Império Otomano.

## História

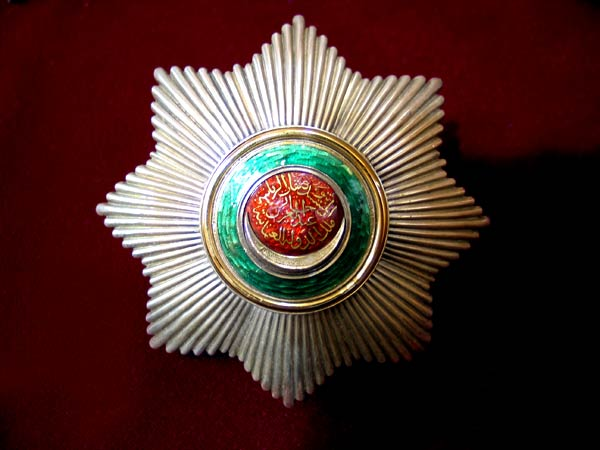
Distintivo da Ordem

A ordem foi criada em janeiro de 1862 pelo Sultão Abdulazize.  Com a obsolescência da Nişan-i Iftikhar, esta se tornou a segunda ordem mais alta do Império, ficando abaixo da Nişan-i Imtiyaz. Foi concedido pelo sultão a funcionários civis e líderes militares otomanos por serviços excepcionais ao estado. Geralmente, não podia ser concedido a mulheres, mas exceções parecem ter sido feitas a critério do sultão. A ordem foi originalmente estabelecida em três classes. Em 1867, a ordem foi expandida para quatro classes, além de uma primeira classe aumentada, com brilhantes ou diamantes (isso não inclui os prêmios com sabres, que não eram classes separadas, mas constituíam prêmios separados). A ordem foi restrita (para destinatários turcos) a 50 membros da primeira classe, 200 membros da segunda classe, 1.000 da terceira classe e 2.000 da quarta classe. Originalmente, não era possível receber a primeira classe desta ordem sem ter sido condecorado com a Primeira Classe da Ordem do Medjidie, mas durante o reinado de 33 anos de Abdulamide II, a maioria dessas restrições foi ignorada e a primeira classe de ambas as ordens foi concedida generosamente. Uma quinta classe foi adicionada em 1893. 
De 1915 até o fim da Primeira Guerra Mundial, todas as classes podiam ser premiadas com sabres quando concedidas por conquistas em operações militares. 

## Descrição
O emblema da ordem é uma estrela de sete pontas em esmalte verde escuro, com três raios curtos prateados entre cada ponta da estrela. O medalhão central é de ouro, com um campo esmaltado em vermelho cercado por uma faixa esmaltada em verde. Na parte central vermelha há um crescente dourado em relevo e uma inscrição caligráfica que diz "Contando com a Assistência do Deus Todo-Poderoso, Abdulazize Cã, Soberano do Império Otomano". O medalhão central reverso é de prata, ostentando um troféu de armas e o ano AH. 699, ano da criação do Império Otomano. O emblema é suspenso por um crescente dourado e uma estrela, voltados para cima.  A estrela da ordem ostenta o mesmo medalhão central no anverso sobreposto a uma estrela prateada de sete pontas com raios facetados. Uma estrela de primeira classe normalmente mede cerca de 100mm, enquanto o da segunda classe mede cerca de 90mm de diâmetro, com a marca da casa da moeda otomana no verso. 